# Gwangyang-eup
Gwangyang-eup (koreanska: 광양읍) är en köping i  stadskommunen Gwangyang i provinsen Södra Jeolla i södra delen av Sydkorea, 295 km söder om huvudstaden Seoul. 